# بالداساره نگرونی
بالداساره نِگرونی (ایتالیایی: Baldassarre Negroni؛ ‏ ۲۱ ژانویهٔ ۱۸۷۷ – ۱۸ ژوئیهٔ ۱۹۴۸) کارگردان فیلم و فیلم‌نامه‌نویس اهل ایتالیا بود.
از فیلم‌ها یا مجموعه‌های تلویزیونی که وی در آن‌ها نقش داشته‌است، می‌توان به مادام کاملیا و فولاد اشاره نمود.